# Domitian von Maastricht

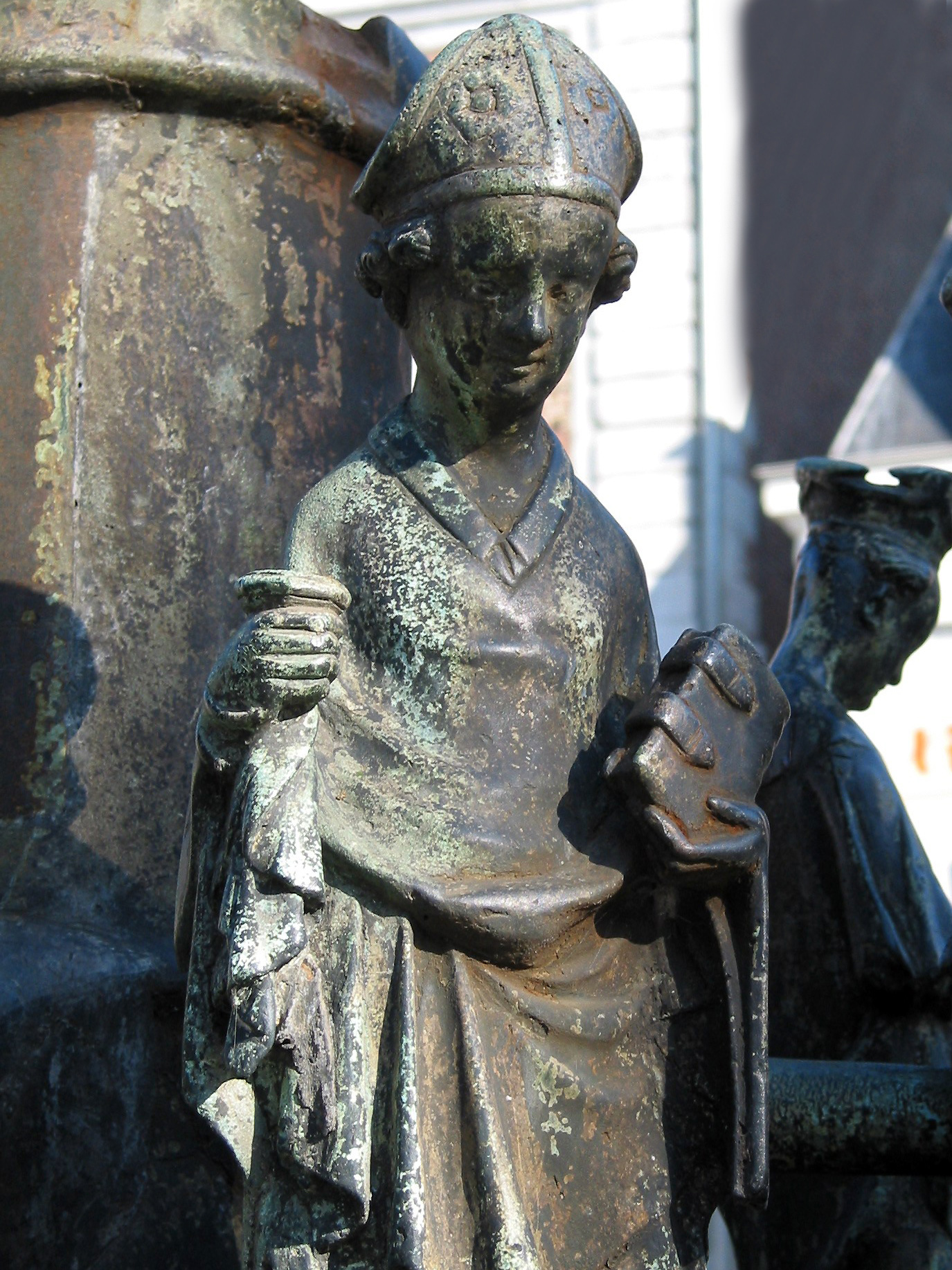
Domitian von Maastricht, Brunnenfigur aus dem 16. Jahrhundert in Huy

Domitian(us) von Maastricht (auch von Huy) († um 560) war Bischof von Tongern und wird als Heiliger verehrt.

## Leben
Neben seinem Vorgänger Falko stand Domitian am Neubeginn der Kirchenorganisation nach dem Ende der römischen und dem Beginn der fränkischen Herrschaft. Domitian nahm 535 an der Synode von Clermont teil. Er hat auch an der Synode in Orleans von 549 teilgenommen. Er hat das Tal der Maas christianisiert. Ihm wird der Bau von Kirchen und Hospitälern zugeschrieben. Gelegentlich wird auch angenommen, dass er den Bischofssitz von Tongern nach Maastricht verlegt hätte. Dabei scheint es sich um die Fehlinterpretation der Quellen zur Synode von Clermont zu handeln.
Nach einer Legende hat er bei Huy einen Drachen getötet und so die bedrohte Stadt gerettet.
Er wurde später als Heiliger und als Schutzpatron bei Fieber verehrt. Sein Gedenktag ist der 7. Mai. Seine Reliquien befinden sich in Notre-Dame de Huy. Seine Verehrung war dort früh verbreitet.